# Cyligramma bisignata
Cyligramma bisignata là một loài bướm đêm trong họ Noctuidae.